# Propontis (albedo)
Propontis és una característica d'albedo a la superfície de Mart, localitzada amb el sistema de coordenades planetocèntriques a 44.66 ° latitud N i 175 ° longitud E. El nom va ser aprovat per la UAI l'any 1958 i fa referència a Propontida, antic nom de la mar de Màrmara.